# فهرست قهرمانان فوتبال آلمان
قهرمانان فوتبال آلمان برندگان سالانه بالاترین سطح مسابقات فوتبال در آلمان هستند.

## تاریخچه
تاریخچه مسابقات قهرمانی فوتبال آلمان کمی پیچیده است و منعکس کننده تاریخ پرتلاطم این کشور در طول قرن بیستم است.
این ورزش که توسط مهاجران انگلیسی به این کشور آورده شد در شهرهای برلین، هامبورگ، اشتوتگارت و لایپزیگ در دهه ۱۸۹۰ ریشه دوانید، که منجر به رشد لیگ‌های شهری، منطقه‌ای و آکادمیک شد که هر کدام قهرمانی‌های خاص خود را داشتند. پس از تأسیس اتحادیه فوتبال آلمان (Deutscher Fußball Bund) در سال ۱۹۰۰، اولین مسابقه قهرمانی ملی به رسمیت شناخته شده به میزبانی شهر هامبورگ و باشگاه آلتونا ۹۳ در سال ۱۹۰۳ برگزار شد که در دیدار نهایی وی‌اف‌بی لایپزیگ مقابل دی‌اف‌سی پراگ قرار گرفت و آن را ۷–۲ شکست داد، و جام قهرمانی ویکتوریا را دریافت کرد. این جام قهرمانی از سال ۱۹۰۳ تا ۱۹۴۴ به برندگان اهدا می‌شد. قبل از تشکیل بوندس‌لیگا در سال ۱۹۶۳، فرمت قهرمانی بر اساس یک رقابت حذفی بود که بین برندگان هر یک از لیگ‌های منطقه ای کشور انجام می‌شد. از سال ۱۹۶۳، نفر اول بوندس‌لیگا به عنوان قهرمان ملی شناخته می‌شود.
بازی‌های قهرمانی دو بار به حالت تعلیق درآمد. از سال ۱۹۱۵ تا ۱۹۱۹ به دلیل جنگ جهانی اول و دوباره از ۱۹۴۵ تا ۱۹۴۷ به دلیل جنگ جهانی دوم. پس از جنگ جهانی دوم، آلمان توسط متفقین پیروز اشغال شد و در نتیجه تقسیم این کشور، دو رقابت فوتبال در آلمان به وجود آمد. سنت تاریخی مسابقات فوتبال دی‌اف‌بی (Deutscher Fußball Bund یا فدراسیون فوتبال آلمان) در آلمان غربی ادامه یافت، در حالی که دومین قهرمانی ملی در آلمان شرقی تحت کنترل اتحاد جماهیر شوروی تحت نظارت دی‌اف‌وی (Deutscher Fußball-Verband یا فدراسیون فوتبال آلمان شرقی) برگزار شد. پس از اتحاد مجدد کشور در سال ۱۹۹۰، دو رقابت جداگانه فوتبال با هم ادغام شدند و یک قهرمانی کشوری واحد احیا شد.
بایرن مونیخ با ۳۳ قهرمانی رکورددار بیشترین قهرمانی است که همه آنها به جز یکی (۱۹۳۲) در رقابت‌های بوندس‌لیگا دست آمده است. بی‌اف‌سی دینامو ۱۰ عنوان قهرمانی در آلمان شرقی سابق به دست آورد و این قهرمانی‌ها را در فصول متوالی (۱۹۷۹–۱۹۸۸) کسب کرد.

## قهرمانان آلمان از ۱۹۰۳
در طول تاریخ مسابقات قهرمانی فوتبال آلمان و بوندس‌لیگا، ۳۰ باشگاه مختلف این عنوان را کسب کرده‌اند. موفق‌ترین باشگاه تاریخ این رقابت‌ها بایرن مونیخ با ۳۳ عنوان قهرمانی است که ۳۲ مورد از آنها در رقابت‌های بوندسلیگا به دست آمده است. همچنین باشگاه نورنبرگ هشت عنوان قهرمانی را در دوره مسابقات قهرمانی فوتبال آلمان (پیش از بوندس‌لیگا) در میان قهرمانان لیگ‌های منطقه‌ای به دست آورده است و از این حیث رکورد دار است.
قهرمانان سابق آلمان از طریق سیستم بوندس‌لیگا به رسمیت شناخته می‌شوند که اجازه نمایش ستاره یا ستاره‌ها را بر روی پیراهن یک باشگاه می‌دهد. این سیستم امکان شناسایی عناوین آلمان غربی و آلمان شرقی را فراهم می‌کند، اگرچه فقط عناوین آلمان متحد و آلمان غربی در جدول زیر فهرست شده‌اند.
باشگاه‌هایی که با حروف برجسته نمایش داده می‌شوند در حال حاضر در بوندس‌لیگا بازی می‌کنند.

### عملکرد باشگاه‌ها
تا تاریخ ۱۵ آوریل ۲۰۲۴
| باشگاه              | قهرمانی | نایب قهرمانی | سال‌های قهرمانی | سال‌های نایب قهرمانی                                                                         |
| ------------------- | ------- | ------------ | --- | ------------------------------------------------------------------------------------------- |
| بایرن مونیخ         | ۳۳      | ۱۰           | ۱۹۳۲, ۱۹۶۸–۶۹, ۱۹۷۱–۷۲, ۱۹۷۲–۷۳, ۱۹۷۳–۷۴, ۱۹۷۹–۸۰, ۱۹۸۰–۸۱, ۱۹۸۴–۸۵, ۱۹۸۵–۸۶, ۱۹۸۶–۸۷, ۱۹۸۸–۸۹, ۱۹۸۹–۹۰, ۱۹۹۳–۹۴, ۱۹۹۶–۹۷, ۱۹۹۸–۹۹, ۱۹۹۹–۲۰۰۰, ۲۰۰۰–۰۱, ۲۰۰۲–۰۳, ۲۰۰۴–۰۵, ۲۰۰۵–۰۶, ۲۰۰۷–۰۸, ۲۰۰۹–۱۰, ۲۰۱۲–۱۳, ۲۰۱۳–۱۴, ۲۰۱۴–۱۵, ۲۰۱۵–۱۶, ۲۰۱۶–۱۷, ۲۰۱۷–۱۸, ۲۰۱۸–۱۹, ۲۰۱۹–۲۰, ۲۰۲۰–۲۱, ۲۰۲۱–۲۲, ۲۰۲۲–۲۳ | ۱۹۶۹–۷۰, ۱۹۷۰–۷۱, ۱۹۸۷–۸۸, ۱۹۹۰–۹۱, ۱۹۹۲–۹۳, ۱۹۹۵–۹۶, ۱۹۹۷–۹۸, ۲۰۰۳–۰۴, ۲۰۰۸–۰۹, ۲۰۱۱–۱۲    |
| نورنبرگ             | ۹       | ۳            | ۱۹۲۰, ۱۹۲۱, ۱۹۲۴, ۱۹۲۵, ۱۹۲۷, ۱۹۳۶, ۱۹۴۸, ۱۹۶۱, ۱۹۶۷–۶۸ | ۱۹۳۴, ۱۹۳۷, ۱۹۶۲                                                                            |
| بروسیا دورتموند     | ۸       | ۱۱           | ۱۹۵۶, ۱۹۵۷, ۱۹۶۳, ۱۹۹۴–۹۵, ۱۹۹۵–۹۶, ۲۰۰۱–۰۲, ۲۰۱۰–۱۱, ۲۰۱۱–۱۲ | ۱۹۴۹, ۱۹۶۱, ۱۹۶۵–۶۶, ۱۹۹۱–۹۲, ۲۰۱۲–۱۳, ۲۰۱۳–۱۴, ۲۰۱۵–۱۶, ۲۰۱۸–۱۹, ۲۰۱۹–۲۰, ۲۰۲۱–۲۲, ۲۰۲۲–۲۳ |
| شالکه ۰۴            | ۷       | ۱۰           | ۱۹۳۴, ۱۹۳۵, ۱۹۳۷, ۱۹۳۹, ۱۹۴۰, ۱۹۴۲, ۱۹۵۸ | ۱۹۳۳, ۱۹۳۸, ۱۹۴۱, ۱۹۷۱–۷۲, ۱۹۷۶–۷۷, ۲۰۰۰–۰۱, ۲۰۰۴–۰۵, ۲۰۰۶–۰۷, ۲۰۰۹–۱۰, ۲۰۱۷–۱۸             |
| هامبورگ             | ۶       | ۸            | ۱۹۲۳, ۱۹۲۸, ۱۹۶۰, ۱۹۷۸–۷۹, ۱۹۸۱–۸۲, ۱۹۸۲–۸۳ | ۱۹۲۴, ۱۹۵۷, ۱۹۵۸, ۱۹۷۵–۷۶, ۱۹۷۹–۸۰, ۱۹۸۰–۸۱, ۱۹۸۳–۸۴, ۱۹۸۶–۸۷                               |
| اشتوتگارت           | ۵       | ۴            | ۱۹۵۰, ۱۹۵۲, ۱۹۸۳–۸۴, ۱۹۹۱–۹۲, ۲۰۰۶–۰۷ | ۱۹۳۵, ۱۹۵۳, ۱۹۷۸–۷۹, ۲۰۰۲–۰۳                                                                |
| بروسیا مونشن‌گلادباخ | ۵       | ۲            | ۱۹۶۹–۷۰, ۱۹۷۰–۷۱, ۱۹۷۴–۷۵, ۱۹۷۵–۷۶, ۱۹۷۶–۷۷ | ۱۹۷۳–۷۴, ۱۹۷۷–۷۸                                                                            |
| وردر برمن           | ۴       | ۷            | ۱۹۶۴–۶۵, ۱۹۸۷–۸۸, ۱۹۹۲–۹۳, ۲۰۰۳–۰۴ | ۱۹۶۷–۶۸, ۱۹۸۲–۸۳, ۱۹۸۴–۸۵, ۱۹۸۵–۸۶, ۱۹۹۴–۹۵, ۲۰۰۵–۰۶, ۲۰۰۷–۰۸                               |
| کایزرسلاوترن        | ۴       | ۴            | ۱۹۵۱, ۱۹۵۳, ۱۹۹۰–۹۱, ۱۹۹۷–۹۸ | ۱۹۴۸, ۱۹۵۴, ۱۹۵۵, ۱۹۹۳–۹۴                                                                   |
| کلن                 | ۳       | ۷            | ۱۹۶۲, ۱۹۶۳–۶۴, ۱۹۷۷–۷۸ | ۱۹۶۰, ۱۹۶۳, ۱۹۶۴–۶۵, ۱۹۷۲–۷۳, ۱۹۸۱–۸۲, ۱۹۸۸–۸۹, ۱۹۸۹–۹۰                                     |
| لوکوموتیو لایپزیگ   | ۳       | ۲            | ۱۹۰۳, ۱۹۰۶, ۱۹۱۳ | ۱۹۱۱, ۱۹۱۴                                                                                  |
| گروتر فورث          | ۳       | ۱            | ۱۹۱۴, ۱۹۲۶, ۱۹۲۹ | ۱۹۲۰                                                                                        |
| هرتابرلین           | ۲       | ۵            | ۱۹۳۰, ۱۹۳۱ | ۱۹۲۶, ۱۹۲۷, ۱۹۲۸, ۱۹۲۹, ۱۹۷۴–۷۵                                                             |
| ویکتوریا ۱۸۸۹ برلین | ۲       | ۲            | ۱۹۰۸, ۱۹۱۱ | ۱۹۰۷, ۱۹۰۹                                                                                  |
| درسدنر              | ۲       | ۱            | ۱۹۴۳, ۱۹۴۴ | ۱۹۴۰                                                                                        |
| هانوفر ۹۶           | ۲       | —            | ۱۹۳۸, ۱۹۵۴ |                                                                                             |
| بایر لورکوزن        | ۱       | ۵            | ۲۰۲۳–۲۴ | ۱۹۹۶–۹۷, ۱۹۹۸–۹۹, ۱۹۹۹–۲۰۰۰, ۲۰۰۱–۰۲, ۲۰۱۰–۱۱                                               |
| کارلسروهه اف‌وی      | ۱       | ۲            | ۱۹۱۰ | ۱۹۰۵, ۱۹۱۲                                                                                  |
| هولشتاین کیل        | ۱       | ۲            | ۱۹۱۲ | ۱۹۱۰, ۱۹۳۰                                                                                  |
| مونیخ ۱۸۶۰          | ۱       | ۲            | ۱۹۶۵–۶۶ | ۱۹۳۱, ۱۹۶۶–۶۷                                                                               |
| بلاو-وایس ۹۰ برلین  | ۱       | ۱            | ۱۹۰۵ | ۱۹۲۱                                                                                        |
| کارلسروهه           | ۱       | ۱            | ۱۹۰۹ | ۱۹۵۶                                                                                        |
| دوسلدورف            | ۱       | ۱            | ۱۹۳۳ | ۱۹۳۶                                                                                        |
| آینتراخت فرانکفورت  | ۱       | ۱            | ۱۹۵۹ | ۱۹۳۲                                                                                        |
| وولفسبورگ           | ۱       | ۱            | ۲۰۰۸–۰۹ | ۲۰۱۴–۱۵                                                                                     |
| فرایبورگر           | ۱       | —            | ۱۹۰۷ |                                                                                             |
| راپید وین           | ۱       | —            | ۱۹۴۱ |                                                                                             |
| مانهایم             | ۱       | —            | ۱۹۴۹ |                                                                                             |
| روت‌وایس اسن         | ۱       | —            | ۱۹۵۵ |                                                                                             |
| آینتراخت برانشوایگ  | ۱       | —            | ۱۹۶۶–۶۷ |                                                                                             |
| زاربروکن            | —       | ۲            | | ۱۹۴۳, ۱۹۵۲                                                                                  |
| کیکرز اوفنباخ       | —       | ۲            | | ۱۹۵۰, ۱۹۵۹                                                                                  |
| لایپزیگ             | —       | ۲            | | ۲۰۱۶–۱۷, ۲۰۲۰–۲۱                                                                            |
| Deutscher FC Prag   | —       | ۱            | | ۱۹۰۳                                                                                        |
| 1. CfR Pforzheim    | —       | ۱            | | ۱۹۰۶                                                                                        |
| Stuttgarter Kickers | —       | ۱            | | ۱۹۰۸                                                                                        |
| Duisburger SpV      | —       | ۱            | | ۱۹۱۳                                                                                        |
| یونیون برلین        | —       | ۱            | | ۱۹۲۳                                                                                        |
| اف‌اس‌وی فرانکفورت    | —       | ۱            | | ۱۹۲۵                                                                                        |
| آدمیرا واکر مودلینگ | —       | ۱            | | ۱۹۳۹                                                                                        |
| فرست ویینا          | —       | ۱            | | ۱۹۴۲                                                                                        |
| LSV Hamburg         | —       | ۱            | | ۱۹۴۴                                                                                        |
| پروسیا مونستر       | —       | ۱            | | ۱۹۵۱                                                                                        |
| دویسبورگ            | —       | ۱            | | ۱۹۶۳–۶۴                                                                                     |
| آلمانیا آخن         | —       | ۱            | | ۱۹۶۸–۶۹                                                                                     |

یادداشت:
- در فینال سال ۱۹۰۴ وی‌اف‌بی لایپزیگ باید با برلینر تی‌یواف‌سی روبرو می‌شد، اما هیچ فینالی برگزار نشد.
- مسابقات قهرمانی فوتبال آلمان از سال ۱۹۱۵ تا ۱۹۱۹ به دلیل جنگ جهانی اول برگزار نشد.
- فینال سال ۱۹۲۲ بین هامبورگ و نورنبرگ با نتیجه ۲–۲ به پایان رسید. این مسابقه به دلیل تاریکی هوا پس از ۱۸۹ دقیقه بازی نیمه تمام ماند. بازی مجدد با نتیجه ۱–۱ به پایان رسید و داور بازی را در وقت اضافه لغو کرد زیرا برای باشگاه نورنبرگ تنها ۷ بازیکن در بازی باقی مانده بود. هامبورگ عنوان قهرمانی را دریافت کرد اما بعداً آن را رد کرد.
- مسابقات قهرمانی فوتبال آلمان از سال ۱۹۴۵ تا ۱۹۴۷ به دلیل جنگ جهانی دوم و پیامدهای آن برگزار نشد.
- باشگاه وی‌اف‌بی لایپزیگ اکنون با نام لوکوموتیو لایپزیگ شناخته می‌شود.
- زمانی که راپید وین در سال ۱۹۴۱ قهرمان شد، وین بخشی از آلمان بود.

## قهرمانان بوندس‌لیگا از ۱۹۶۳
در طول تاریخ مسابقات بوندس‌لیگا، ۱۳ باشگاه مختلف این عنوان را کسب کرده‌اند. موفق‌ترین باشگاه تاریخ این رقابت‌ها بایرن مونیخ با ۳۲ عنوان قهرمانی است.
باشگاه‌هایی که با حروف برجسته نمایش داده می‌شوند در حال حاضر در بوندس‌لیگا بازی می‌کنند.

### عملکرد باشگاه‌ها
تا تاریخ ۱۵ آوریل ۲۰۲۴
| باشگاه              | قهرمانی | نایب قهرمانی | سال‌های قهرمانی | سال‌های نایب قهرمانی                                                                      |
| ------------------- | ------- | ------------ | --- | ---------------------------------------------------------------------------------------- |
| بایرن مونیخ         | ۳۲      | ۱۰           | ۱۹۶۸–۶۹, ۱۹۷۱–۷۲, ۱۹۷۲–۷۳, ۱۹۷۳–۷۴, ۱۹۷۹–۸۰, ۱۹۸۰–۸۱, ۱۹۸۴–۸۵, ۱۹۸۵–۸۶, ۱۹۸۶–۸۷, ۱۹۸۸–۸۹, ۱۹۸۹–۹۰, ۱۹۹۳–۹۴, ۱۹۹۶–۹۷, ۱۹۹۸–۹۹, ۱۹۹۹–۲۰۰۰, ۲۰۰۰–۰۱, ۲۰۰۲–۰۳, ۲۰۰۴–۰۵, ۲۰۰۵–۰۶, ۲۰۰۷–۰۸, ۲۰۰۹–۱۰, ۲۰۱۲–۱۳, ۲۰۱۳–۱۴, ۲۰۱۴–۱۵, ۲۰۱۵–۱۶, ۲۰۱۶–۱۷, ۲۰۱۷–۱۸, ۲۰۱۸–۱۹, ۲۰۱۹–۲۰, ۲۰۲۰–۲۱, ۲۰۲۱–۲۲, ۲۰۲۲–۲۳ | ۱۹۶۹–۷۰, ۱۹۷۰–۷۱, ۱۹۸۷–۸۸, ۱۹۹۰–۹۱, ۱۹۹۲–۹۳, ۱۹۹۵–۹۶, ۱۹۹۷–۹۸, ۲۰۰۳–۰۴, ۲۰۰۸–۰۹, ۲۰۱۱–۱۲ |
| بروسیا دورتموند     | ۵       | ۹            | ۱۹۹۴–۹۵, ۱۹۹۵–۹۶, ۲۰۰۱–۰۲, ۲۰۱۰–۱۱, ۲۰۱۱–۱۲ | ۱۹۶۵–۶۶, ۱۹۹۱–۹۲, ۲۰۱۲–۱۳, ۲۰۱۳–۱۴, ۲۰۱۵–۱۶, ۲۰۱۸–۱۹, ۲۰۱۹–۲۰, ۲۰۲۱–۲۲, ۲۰۲۲–۲۳          |
| بروسیا مونشن‌گلادباخ | ۵       | ۲            | ۱۹۶۹–۷۰, ۱۹۷۰–۷۱, ۱۹۷۴–۷۵, ۱۹۷۵–۷۶, ۱۹۷۶–۷۷ | ۱۹۷۳–۷۴, ۱۹۷۷–۷۸                                                                         |
| وردر برمن           | ۴       | ۷            | ۱۹۶۴–۶۵, ۱۹۸۷–۸۸, ۱۹۹۲–۹۳, ۲۰۰۳–۰۴ | ۱۹۶۷–۶۸, ۱۹۸۲–۸۳, ۱۹۸۴–۸۵, ۱۹۸۵–۸۶, ۱۹۹۴–۹۵, ۲۰۰۵–۰۶, ۲۰۰۷–۰۸                            |
| هامبورگ             | ۳       | ۵            | ۱۹۷۸–۷۹, ۱۹۸۱–۸۲, ۱۹۸۲–۸۳ | ۱۹۷۵–۷۶, ۱۹۷۹–۸۰, ۱۹۸۰–۸۱, ۱۹۸۳–۸۴, ۱۹۸۶–۸۷                                              |
| اشتوتگارت           | ۳       | ۲            | ۱۹۸۳–۸۴, ۱۹۹۱–۹۲, ۲۰۰۶–۰۷ | ۱۹۷۸–۷۹, ۲۰۰۲–۰۳                                                                         |
| کلن                 | ۲       | ۵            | ۱۹۶۳–۶۴, ۱۹۷۷–۷۸ | ۱۹۶۴–۶۵, ۱۹۷۲–۷۳, ۱۹۸۱–۸۲, ۱۹۸۸–۸۹, ۱۹۸۹–۹۰                                              |
| کایزرسلاوترن        | ۲       | ۱            | ۱۹۹۰–۹۱, ۱۹۹۷–۹۸ | ۱۹۹۳–۹۴                                                                                  |
| بایر لورکوزن        | ۱       | ۵            | ۲۰۲۳–۲۴ | ۱۹۹۶–۹۷, ۱۹۹۸–۹۹, ۱۹۹۹–۲۰۰۰, ۲۰۰۱–۰۲, ۲۰۱۰–۱۱                                            |
| مونیخ ۱۸۶۰          | ۱       | ۱            | ۱۹۶۵–۶۶ | ۱۹۶۶–۶۷                                                                                  |
| وولفسبورگ           | ۱       | ۱            | ۲۰۰۸–۰۹ | ۲۰۱۴–۱۵                                                                                  |
| آینتراخت برانشوایگ  | ۱       | —            | ۱۹۶۶–۶۷ |                                                                                          |
| نورنبرگ             | ۱       | —            | ۱۹۶۷–۶۸ |                                                                                          |
| شالکه ۰۴            | —       | ۷            | | ۱۹۷۱–۷۲, ۱۹۷۶–۷۷, ۲۰۰۰–۰۱, ۲۰۰۴–۰۵, ۲۰۰۶–۰۷, ۲۰۰۹–۱۰, ۲۰۱۷–۱۸                            |
| لایپزیگ             | —       | ۲            | | ۲۰۱۶–۱۷, ۲۰۲۰–۲۱                                                                         |
| دویسبورگ            | —       | ۱            | | ۱۹۶۳–۶۴                                                                                  |
| آلمانیا آخن         | —       | ۱            | | ۱۹۶۸–۶۹                                                                                  |
| هرتابرلین           | —       | ۱            | | ۱۹۷۴–۷۵                                                                                  |

## عملکرد انجمن‌های ایالتی و منطقه ای
تا سال ۲۰۲۴، قهرمانان فوتبال آلمان از ۱۱ ایالت از مجموع ۱۶ ایالت آلمان آمده‌اند. موفق‌ترین ایالت باواریا با ۴۵ قهرمانی است. باواریا همچنین خانه دو باشگاه موفق بایرن مونیخ و نورنبرگ است. نوردراین-وستفالن با ۲۶ قهرمانی در رتبه بعدی قرار دارد. این ایالت میزبان سومین و چهارمین باشگاه‌های موفق، بوروسیا دورتموند و شالکه ۰۴ است. هیچ باشگاهی از زارلند، تورینگن، زاکسن-آنهالت، براندنبورگ و مکلنبورگ-فورپومرن هنوز موفق به کسب عنوان قهرمانی نشده است.
در بیشتر موارد، انجمن‌های منطقه ای دی‌اف‌بی با مرزهای ایالتی در آلمان همسو است. با این حال، دی‌اف‌بی دارای دو انجمن منطقه ای در راینلاند-فالتز، و سه انجمن در نوردراین-وستفالن و بادن-وورتمبرگ است. برای قهرمانان این ایالت‌ها انجمن‌های منطقه ای نیز ذکر شده است. از سال ۱۹۳۸ تا ۱۹۴۵ اتریش بخشی از آلمان بود و باشگاه‌های اتریشی اجازه داشتند در مسابقات قهرمانی فوتبال آلمان شرکت کنند. راپید وین در آن دوره یک قهرمانی به دست آورد.

## حضور باشگاه‌های غیر آلمانی
مسابقات قهرمانی آلمان شامل باشگاه‌هایی از کشورهایی غیر از آلمان نیز شده است. دی اف سی پراگ، نایب قهرمان اولین فینال ملی و یکی از اعضای مؤسس دی‌اف‌بی، یک باشگاه آلمانی نژاد از بوهم در امپراتوری اتریش-مجارستان (امروزه بخشی از جمهوری چک) بود که در آن زمان مسابقات باشگاهی مربوط به کشور خود را نداشت.
پس از الحاق اتریش، که در سال ۱۹۳۸ با آلمان نازی ادغام شد، باشگاه‌های اتریشی بخشی از رقابت‌های آلمان شدند. آدمیرا واکر مودلینگ در فینال ملی آلمان در سال ۱۹۳۹ بازنده شد، راپید وین در سال ۱۹۴۱ قهرمانی را به دست آورد و فرست ویینا نیز در سال ۱۹۴۲ شکست خورد. در هر دو مورد حریف آنها شالکه ۰۴ بود. در طول جنگ جهانی دوم، باشگاه‌های سرزمین‌های تحت اشغال آلمان بخشی از رقابت‌های آلمان در لیگ منطقه‌ای شدند و در دورهای مقدماتی منطقه‌ای مسابقات قهرمانی کشور شرکت کردند، اما بدون موفقیتی مشابه تیم‌های اتریشی به کار خود پایان دادند.

## جام قهرمانی

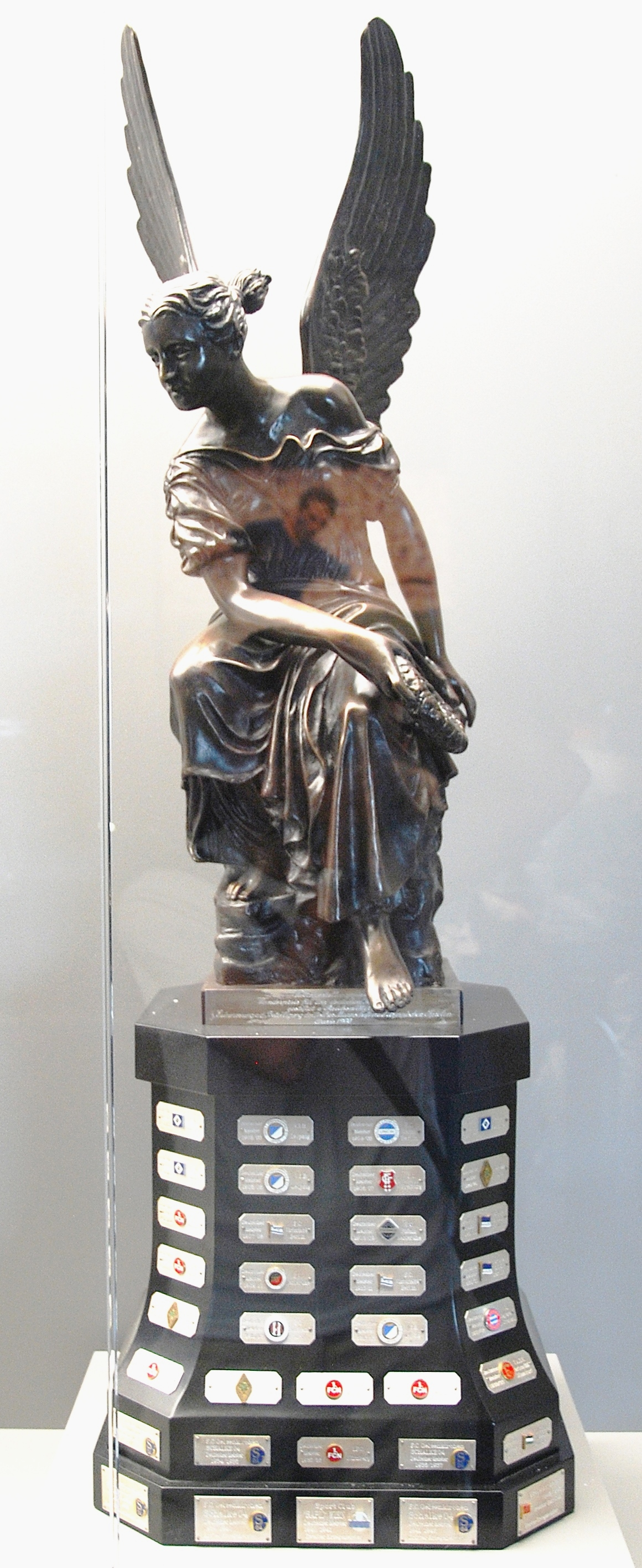
ماکت جام ویکتوریا در موزه باشگاه شالکه ۰۴

دو جام مختلف برای قهرمان آلمان تا دوران تقسیم آلمان استفاده شده است. جام اول قبل از جنگ جهانی دوم استفاده می‌شد و ویکتوریا نام داشت که از سال ۱۹۰۳ تا ۱۹۴۴ اعطا می‌شد و باشگاه‌های ایالت ساکسونی وی‌اف‌بی لایپزیگ اولین و درسدنر اس‌سی آخرین جام را دریافت کردند. این جام در اواخر جنگ ناپدید شد و تا اتحاد مجدد آلمان پیدا نشد. جام جدیدی به نام مایسترشاله پس از جنگ طراحی شد اما برای اولین قهرمانان پس از جنگ در سال ۱۹۴۸ آماده نبود. در عوض اولین بار در سال ۱۹۴۹ به وی اف آر مانهایم اعطا شد. در حالی که جام اصلی فقط قهرمانان ۱۹۰۳ تا ۱۹۴۴ حکاکی شده است، جام جدید همه قهرمانان آلمانی را از سال ۱۹۰۳ فهرست می‌کند و هر از گاهی باید اندازه آن بزرگ می‌شد.